# Седми сазив Народне скупштине Републике Српске
Седми сазив Народне скупштине Републике Српске конституисан је 9. новембра 2006. године. Овај сазив Народне Скупштине конституисан је на основу резултата избора који су одржани 1. октобра исте године.

## Политичке партије
Следеће политичке партије освојиле су мандате у овом сазиву Народне скупштине Републике Српске:
| Политичка партија                              | Мандата |
| ---------------------------------------------- | ------- |
| Савез независних социјалдемократа              | 41      |
| Српска демократска странка                     | 17      |
| Партија демократског прогреса                  | 8       |
| Демократски народни савез                      | 4       |
| Странка за Босну и Херцеговину                 | 4       |
| Социјалистичка партија Републике Српске        | 3       |
| Странка демократске акције                     | 3       |
| Српска радикална странка Републике Српске      | 2       |
| Социјалдемократска партија Босне и Херцеговине | 1       |

## Народни посланици
За народне посланике изабрани су:
| Презиме и име                           | Политичка партија                                          |
| --------------------------------------- | ---------------------------------------------------------- |
| Аћимовић Будимир                        | Социјалистичка партија Републике Српске                    |
| Бајић Вања                              | Савез независних социјалдемократа                          |
| Баштинац Никола                         | Савез независних социјалдемократа                          |
| (Бјелогрлић Радован)/Бугариновић Милица | Савез независних социјалдемократа                          |
| Божић Сњежана                           | Српска демократска странка                                 |
| Бојић Борислав                          | Српска демократска странка                                 |
| Бореновић Бранислав                     | Партија демократског прогреса                              |
| Бундало Перица                          | Партија демократског прогреса                              |
| Васић Божидар                           | Српска демократска странка                                 |
| Васић Костадин                          | Српска демократска странка                                 |
| Видовић Зора                            | Савез независних социјалдемократа                          |
| Вишковић Радован                        | Савез независних социјалдемократа                          |
| Војводић Драган                         | Савез независних социјалдемократа                          |
| Вујичић Илија                           | Савез независних социјалдемократа                          |
| Вуковић Радован                         | Савез независних социјалдемократа                          |
| Гаврић Никола                           | Српска демократска странка                                 |
| Глигић Војислав                         | Српска демократска странка (касније независни посланик)    |
| Говедарица Вукота                       | Српска демократска странка                                 |
| Голијанин Александар                    | Партија демократског прогреса                              |
| Гостић Урош                             | Савез независних социјалдемократа                          |
| Грујић Ново                             | Српска радикална странка Републике Српске                  |
| Додик Синиша                            | Савез независних социјалдемократа                          |
| Дукић Гордана                           | Савез независних социјалдемократа                          |
| (Шабовић Муниба)/ Дуратовић Мирсад      | Странка за Босну и Херцеговину                             |
| Ђерић Зоран                             | Партија демократског прогреса                              |
| Ђокић Петар                             | Социјалистичка партија Републике Српске                    |
| Ђозић Адиб                              | Странка за Босну и Херцеговину                             |
| Ђурић Гордана                           | Савез независних социјалдемократа                          |
| (Иванић Младен)/ Ђурица Раденко         | Партија демократског прогреса                              |
| Иванић Димитрије                        | Савез независних социјалдемократа                          |
| (Прпош Томислав)/ Јовановић Нада        | Демократски народни савез                                  |
| Јовичић Жарко                           | Социјалистичка партија Републике Српске                    |
| Јокић Сњежана                           | Савез независних социјалдемократа                          |
| Јунгић Весна                            | Савез независних социјалдемократа                          |
| Калајџић Сања                           | Савез независних социјалдемократа                          |
| Кесић Ненад                             | Савез независних социјалдемократа                          |
| Кесић Александар                        | Савез независних социјалдемократа                          |
| Којић Ђорђа                             | Савез независних социјалдемократа                          |
| Ковачевић Јовиша                        | Савез независних социјалдемократа                          |
| Ковачевић Светислав                     | Савез независних социјалдемократа                          |
| Копић Мехмед                            | Социјалдемократска партија Босне и Херцеговине             |
| Краљевић Мирослав                       | Савез независних социјалдемократа                          |
| Кршић Младен                            | Српска демократска странка                                 |
| Лазаревић Стојан                        | Савез независних социјалдемократа                          |
| Лукић Јасна                             | Савез независних социјалдемократа                          |
| Лончеревић Горан                        | Савез независних социјалдемократа                          |
| Марић Лазо                              | Српска демократска странка                                 |
| Марковић Новка                          | Савез независних социјалдемократа                          |
| Марковић Обрен                          | Савез независних социјалдемократа                          |
| Мазалица Срђан                          | Савез независних социјалдемократа                          |
| Микеревић Драган                        | Партија демократског прогреса (касније независни посланик) |
| Михајлица Миланко                       | Српска радикална странка Републике Српске                  |
| Михољичић Мишо                          | Савез независних социјалдемократа                          |
| Мирјанић Жељко                          | Савез независних социјалдемократа                          |
| Митровић Перо                           | Савез независних социјалдемократа                          |
| Мићић Петар                             | Савез независних социјалдемократа                          |
| Мркајић Славиша                         | Српска демократска странка                                 |
| Мурселовић Мухарем                      | Странка за Босну и Херцеговину                             |
| (Ковачевић Јовиша)/ Нишић Татјана       | Савез независних социјалдемократа                          |
| Павић Далибор                           | Савез независних социјалдемократа                          |
| Перковић Горан                          | Српска демократска странка                                 |
| Поповић Мира                            | Демократски народни савез                                  |
| Пртило Слободан                         | Српска демократска странка                                 |
| Радојичић Игор                          | Савез независних социјалдемократа                          |
| Рајчевић Перица                         | Савез независних социјалдемократа                          |
| Ристић Ивка                             | Савез независних социјалдемократа                          |
| Родић Драгутин                          | Демократски народни савез                                  |
| Рудић Боро                              | Савез независних социјалдемократа                          |
| Савић Угљеша                            | Савез независних социјалдемократа                          |
| (Садиковић Тарик)/ Салкић Рамиз         | Странка демократске акције                                 |
| Сивић Шабан                             | Странка за Босну и Херцеговину                             |
| Станојевић Ђуро                         | Партија демократског прогреса                              |
| Стевановић Споменка                     | Демократски народни савез                                  |
| Стојичић Душан                          | Српска демократска странка                                 |
| (Савић Радо)/ Стојановић Томица         | Српска демократска странка                                 |
| Тадић Огњен                             | Српска демократска странка                                 |
| Тешановић Нада                          | Савез независних социјалдемократа                          |
| Томаш Драгана                           | Српска демократска странка                                 |
| Цвјетковић Марија                       | Савез независних социјалдемократа                          |
| Хафизовић Шевкет                        | Странка демократске акције                                 |
| Хошић Зинајда                           | Странка демократске акције                                 |
| Чекић Диана                             | Партија демократског прогреса                              |
| Шкобо Бранислав                         | Српска демократска странка (касније независни посланик)    |

## Посланички клубови и групе
| Посланичка група или клуб                                                                | Посланика |
| ---------------------------------------------------------------------------------------- | --------- |
| клуб посланика Савеза независних социјалдемократа                                        | 41        |
| клуб посланика Српске демократске странке                                                | 17        |
| клуб посланика Партије демократског прогреса                                             | 7         |
| клуб посланика Демократског народног савеза                                              | 4         |
| клуб посланика Странке демократске акције/Социјалдемократске партије Босне и Херцеговине | 4         |
| клуб посланика Странке за Босну и Херцеговину                                            | 4         |